# 分化能

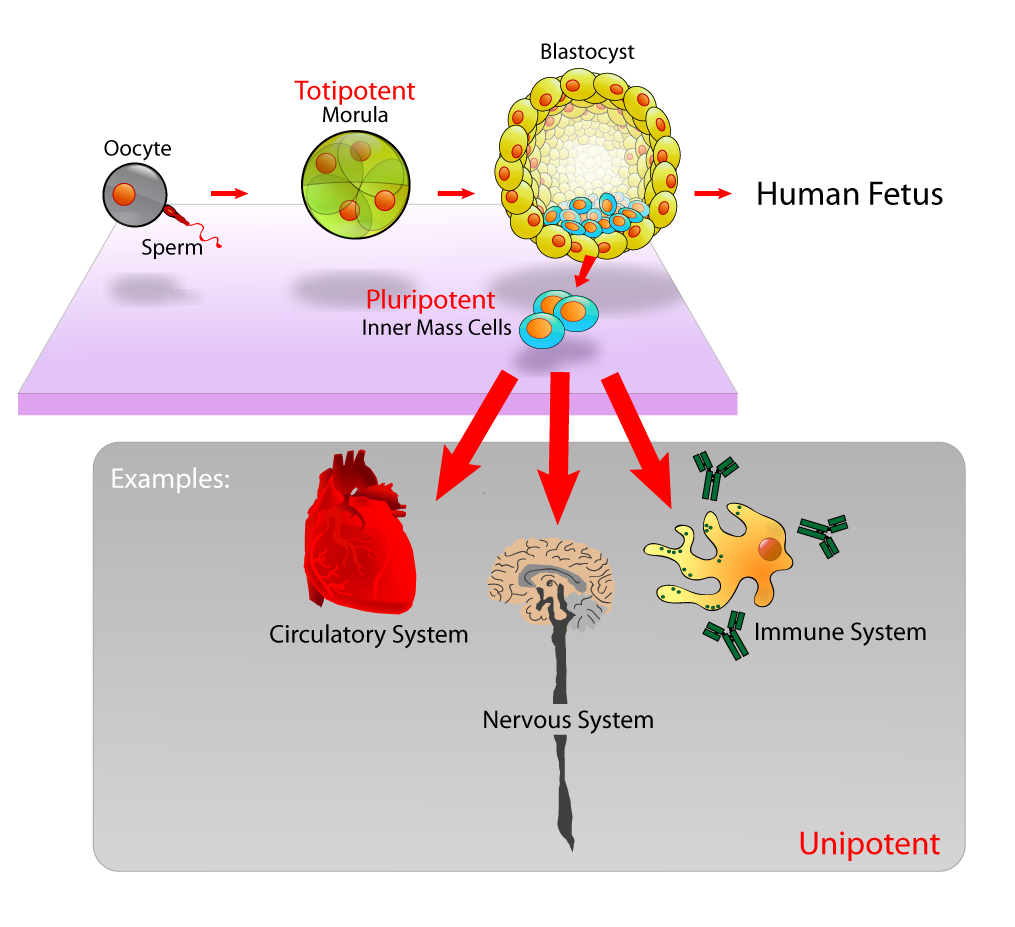
多能性細胞および胚性幹細胞は、胚盤胞内の内細胞塊として発生する。幹細胞は、胎盤を除いて、生体のどんな組織にもなることができる。桑実胚の細胞のみが全能性の細胞であり、これはあらゆる組織および胎盤になることができる。

分化能（ぶんかのう、英: differentiation potency）とは、細胞が異なる細胞種に分化する能力、また胚の一部である胚域が特定の組織や器官に分化できる範囲を指す語である。

## 概要
生物の初期発生では、胚の一部が特定の発生条件に従って種々の器官や組織を分化する能力を持つことが多い。このとき、分化能とは、ある胚域に可能な分化の範囲をいう。
単一の細胞や組織においても、それが分化する能力を分化能という。また、自己を複製し同じ種の細胞を生み出す自己複製能だけでなく、それ以外の細胞への分化能を持つ細胞を幹細胞（かんさいぼう、stem cell）という。また幹細胞と違って無期限には分裂できないが、数回の細胞分裂を行った後に、自身とは別のある機能を持つ細胞に分化する細胞は前駆細胞と呼ばれる。
一般に、分化能は決定の進行によって限定されるようになる。その分化の範囲（発生の可塑性の段階）には、下記の5通りが区別される。訳語には揺れがあり、特に「多能性」という用語は異なる段階を指すことがある。
| 用語             | 英語         | 分化する細胞や組織                 | 例                       |
| ---------------- | ------------ | ---------------------------------- | ------------------------ |
| 全能性           | totipotency  | 全ての細胞                         | 受精卵                   |
| 多能性（万能性） | pluripotency | 三胚葉全ての組織                   | ES細胞・iPS細胞          |
| 複能性（多能性） | multipotency | 特定の細胞系列における多様な細胞種 | 間葉系幹細胞・造血幹細胞 |
| 少能性（寡能性） | oligopotency | 2–3の細胞種                        | 神経幹細胞               |
| 単能性           | unipotecy    | 1種の細胞                          | 生殖幹細胞・筋幹細胞     |

## 全能性
全能性（ぜんのうせい、英: totipotency; adj. totipotent）は、生物の細胞や組織が、その種の全ての組織や器官を分化して完全な個体を形成する能力である。全能性を持つ細胞は、すべての細胞に分化しうる。分化全能性、全形成能とも呼ばれる。
動物においては、受精卵のみが全能性を持つとされる。なお、受精卵に繋がる生殖系細胞も分化全能性をもつとみなされることもある。
植物細胞では、高度に分化した体細胞でも、必ずしも分化全能性は失われない。分化した細胞から、脱分化と再分化を経て完全な新個体を形成できる。例えば、ニンジンの茎や根の組織から単離した細胞を用いてカルスを形成し、不定胚を経て植物体を再生できることが実証されている。またより厳密には、タバコの葉肉から形成したプロトプラストから植物体を再生することによって分化全能性が検証されている。
ヒトの発生は、精子が卵子と受精して、一つの全能性細胞（受精卵）を作ることで始まる。受精から最初の一時間で、この細胞は一卵性の全能性細胞に分割する。これは後にヒトの三つの胚葉（内胚葉、中胚葉、外胚葉）すべてへ、さらに胎盤の細胞栄養芽層または合胞体性栄養膜層の細胞へと発達する。16細胞の段階に到達した後、桑実胚の全能性細胞は、最終的に胚盤胞の内部細胞塊または外部栄養膜のいずれかになる細胞へと分化する。受精から約四日後、そして細胞分裂周期の何サイクルか経た後、これらの全能性細胞は特殊化していく。胚性幹細胞の原材料となる内部細胞塊は多能性（英: pluripotent）細胞であり、全能性ではない。
エレガンスセンチュウ Caenorhabditis elegans の研究から、RNA調節を含む複数の機構が、ある生物種の発生の異なる段階での全能性の維持に役割を果たしているであろうことがわかってきている。

## 多能性
多能性（英: pluripotency; adj. pluripotent）は、三胚葉（内胚葉（胃の内膜、消化管、肺）、中胚葉（筋肉、骨、血液、泌尿生殖器）、および外胚葉（表皮組織および神経系）のどの系統にも分化できる能力である。多能性幹細胞はあらゆる細胞運命や成熟細胞型を生じることができる。しかし、胎盤や臍帯などの胚体外組織は形成できず、一つの個体にはならないため、全能性と区別される。この用語 pluripotency は、ラテン語 plurimus 「非常に多い」＋ posse 「能力」の合成語である。日本語の訳語としては、分化万能性（万能性）または分化多能とも呼ばれる。
哺乳類においては、胚盤胞の内部細胞塊がこの能力を持つ。この能力は3つの転写因子 (Oct4、Sox2、Nanog)が中心となって維持される。
内部細胞塊では、全能性を有する段階の細胞では互いに抑制していたOct4とCdx2のうちCdx2の転写が、周囲の細胞からのHippo経路によるYapのリン酸化を通して阻止されることにより全能性を失う。

### 人工多能性幹細胞
人工多能性幹細胞（英: induced pluripotent stem cells、一般的にiPS細胞と略される）は、多能性幹細胞の一種で、典型的には成体体細胞などの非多能性細胞から、"強制的に"ある遺伝子を発現させることなどによって人工的に作成される。

## 複能性
複能性（ふくのうせい、multipotency; adj. multipotent）は、分化可能な細胞系列が限定されているものの、複数の細胞種へと分化できる能力である。しばしば多能性とも訳されるほか、多分化能とも呼ばれる。
このような細胞を多能性前駆細胞 (multipotent progenitor cell) という。
多能性幹細胞には、造血幹細胞や間葉系幹細胞（mesenchymal stem cell）が挙げられる。造血幹細胞は骨髄に存在し、体内の造血系を生涯にわたり維持している。これは一連の経路を経て、顆粒球、B細胞、T細胞、赤血球、血小板などの血液細胞へと成長することができる。一方、脳細胞や他の型の細胞へは成長できない。
分化した細胞はその特化された細胞機能以外を担うことはできないと考えられてきた。しかしながら、近年の研究ではその考えに疑問が投げかけられている。近年の幹細胞の実験では、血液幹細胞を神経や脳細胞のように振る舞わせることができる。これは分化転換として知られている。このような幹細胞の性質の研究は、生体に関する重要な情報をもたらす。また、多能性 (multipotent) 細胞を多能性 (pluripotent) 細胞へ変質させる研究も続けられている。
人工多能性を持つように誘導された体細胞である未分化のiPS細胞は、生殖細胞を用いるES細胞の倫理的な議論を解決するものとして当初は賞賛されていた。しかしながら、iPS細胞は、非常に発癌性が高く、アメリカでは未だ臨床応用が承認されていない。最近の研究で、体細胞におけるある組み合わせの転写因子の発現は他の確定した体細胞運命を直接誘導することが示された。研究者たちはマウスの線維芽細胞（皮膚細胞）を完全に機能的な神経へと直接変換することができる三つの神経系統特異的な発現因子を同定した。この結果は細胞分化に終点があり細胞系統は変えることができないという性質を覆すものである。そして、適切な方法を用いることで、すべての細胞は全能性を持ち、すべての組織を形成できうることを示唆している。
間葉幹細胞の非常に豊富な原材料は発達途上の下顎の親知らずの歯芽である。幹細胞は最終的にエナメル質（外胚葉）、象牙質、歯髄、血管、および神経組織など少なくとも29の異なる末端器官を形成することができる。石灰化し稼働性が失われる前の8–10歳児の収集の極端な容易さのため、個人バンク、研究および複数の治療法の主要な素材となるであろう。これらの幹細胞は肝細胞を生成する能力を示している。

## 少能性
少能性（しょうのうせい、英: oligopotency; adj. oligopotent）は、数種類の細胞型にのみ分化できる能力である。寡能性（かのうせい）、音訳したオリゴポテンシーと呼ばれることもある。
このような細胞を少能性前駆細胞（寡能性前駆細胞、oligopotent progenitor cell）という。
例えば、神経幹細胞はニューロンまたはミクログリアに分化する。他の少能性幹細胞の例としては、リンパ芽球や骨髄系前駆細胞が挙げられる。また、複能性を持つ多能性造血前駆細胞はさらに分化することで、数種の血球系細胞にのみ分化する寡能性造血前駆細胞（oligopotent hematopoietic progenitor）となる。

## 単能性
単能性（たんのうせい、英: unipotency; adj. unigopotent）は、ただ一つの細胞にのみ分化できる能力である。分化単能、単分化能とも呼ばれる。
例えば、生殖幹細胞である精原細胞は精子にのみ分化できる。また、筋幹細胞も単能性である。